# Sacred Warrior
Sacred Warrior é uma banda cristã de metal clássico dos Estados Unidos formada em 1988 em Chicago, Illinois. Gravaram quatro CDs, a banda é considerada com uma boa performance ao vivo. Comparada frequentemente a banda Queensryche, devido ao timbre de voz de Ray Perra. Influenciaram muitas bandas dentro do Christian metal.

## Integrantes
- Rey Parra - vocais
- Rick Macias - teclado
- Bruce Swift - guitarra
- Tony Velasquez - bateria
- Steve Watkins - baixo
- John Johnson - guitarra

## Discografia
- 1988: 3-track demo
- 1988: Rebellion (Intense Records)
- 1989: Master's Command
- 1990: Wicked Generation
- 1991: Obsessions
- 1993: Classics
- 2001: Live at Cornerstone 2001
- 2001: DVD Live at Cornerstone 2001(Juntamente com Bride-Recon-Sacred Warrior-Trytan-Daniel Band e Guardian)
- 2013: Waiting in Darkness